# Fernando Maciel Gonçalves
Fernando Maciel Gonçalves, conegut futbolísticament com a Fernandão, és un jugador professional de futbol sala d'origen brasiler internacional amb la selecció espanyola. Juga tradicionalment amb el número 6 i en la posició de pivot. Té una llarga trajectòria en molts clubs, com el FC Barcelona on va jugar 7 temporades. La temporada 2017-2018 va fitxar per l'equip belga de Halle Gooik.

## Carrera professional
| temporada | Equip                 |
| --------- | --------------------- |
| 2000      | General Motors        |
| 2001      | Ulbra                 |
| 2001      | Malwee                |
| 2001      | Vasco da Gama         |
| 2002      | Banespa               |
| 2002      | Toledo                |
| 2003      | Sao Miguel            |
| 2004      | Joinville             |
| 2004-6    | Futbol Sala Martorell |
| 2006-7    | Playas de Castellon   |
| 2007-14   | FC Barcelona          |
| 2014-2016 | MFK Dinamo Moskva     |
| 2016-2017 | Kaos Futsal           |
| 2017      | Pescara Calcio a 5    |
| 2017-     | Halle Gooik           |

## Palmarès
Clubs
- 2 UEFA Futsal Cup (2012, 2014) FC Barcelona
- 3 Lliga Espanyola (2011, 2012, 2013) FC Barcelona
- 1 Supercopa Espanyola 2013 FC Barcelona
- 3 Copa d'Espanya (2011, 2012, 2013) FC Barcelona

Selecció espanyola
- Campió Europeu a Hongria 2008
- Plata al Mundial del Brasil 2008
- Plata al Mundial de Tailàndia 2012

Individual
- Pichichi de la lliga espanyola 2005
- Millor pívot de la lliga espanyola 2005/06, 2006/07
- Bota de Plata Europeu Bèlgica 2014[3]